# Casa consistorial de Pontevedra
O edifício da câmara municipal de Pontevedra, na Espanha, é a sede do conselho municipal desta cidade galega. Está localizado na praça de Espanha, no extremo leste da Alameda de Pontevedra, nos limites do centro histórico.  

## História
Foi em 1875 que nasceu a ideia de construir uma nova sede para a câmara municipal, localizada no terreno ocupado pela Bastida Grande, bastião das muralhas de Pontevedra, próximo à Porta de São Domingos, também usado como sede da câmara municipal da cidade desde 1595, cuja fachada se abria na cidade velha. Em 1876, foi decidido demolir o antigo prédio e a Câmara Municipal de Pontevedra aprovou os planos apresentados pelo arquiteto Alejandro Sesmero. Durante as obras, a prefeitura se estabeleceu na Casa del Barón, o pazo dos Condes de Maceda.
A primeira pedra do edifício foi colocada em 10 de outubro de 1877 e os trabalhos continuaram até a colocação da última pedra em 25 de julho de 1879. As obras foram concluídas em 3 de agosto de 1880, data em que o edifício da câmara municipal foi inaugurado. O novo edifício se abriu na Alameda e no novo distrito burguês criado pela demolição das muralhas da cidade em 1855. A construção de outros grandes edifícios, como o Palácio do Conselho Provincial (Deputação de Pontevedra), também realizada por Sesmero, o Quartel de São Fernando ou a escola de ensino médio Valle-Inclán, na Alameda, fez deste local o grande espaço de lazer da burguesia da cidade. Este trabalho rendeu ao arquiteto a concessão da cruz da Real Ordem de Carlos III em 1880.

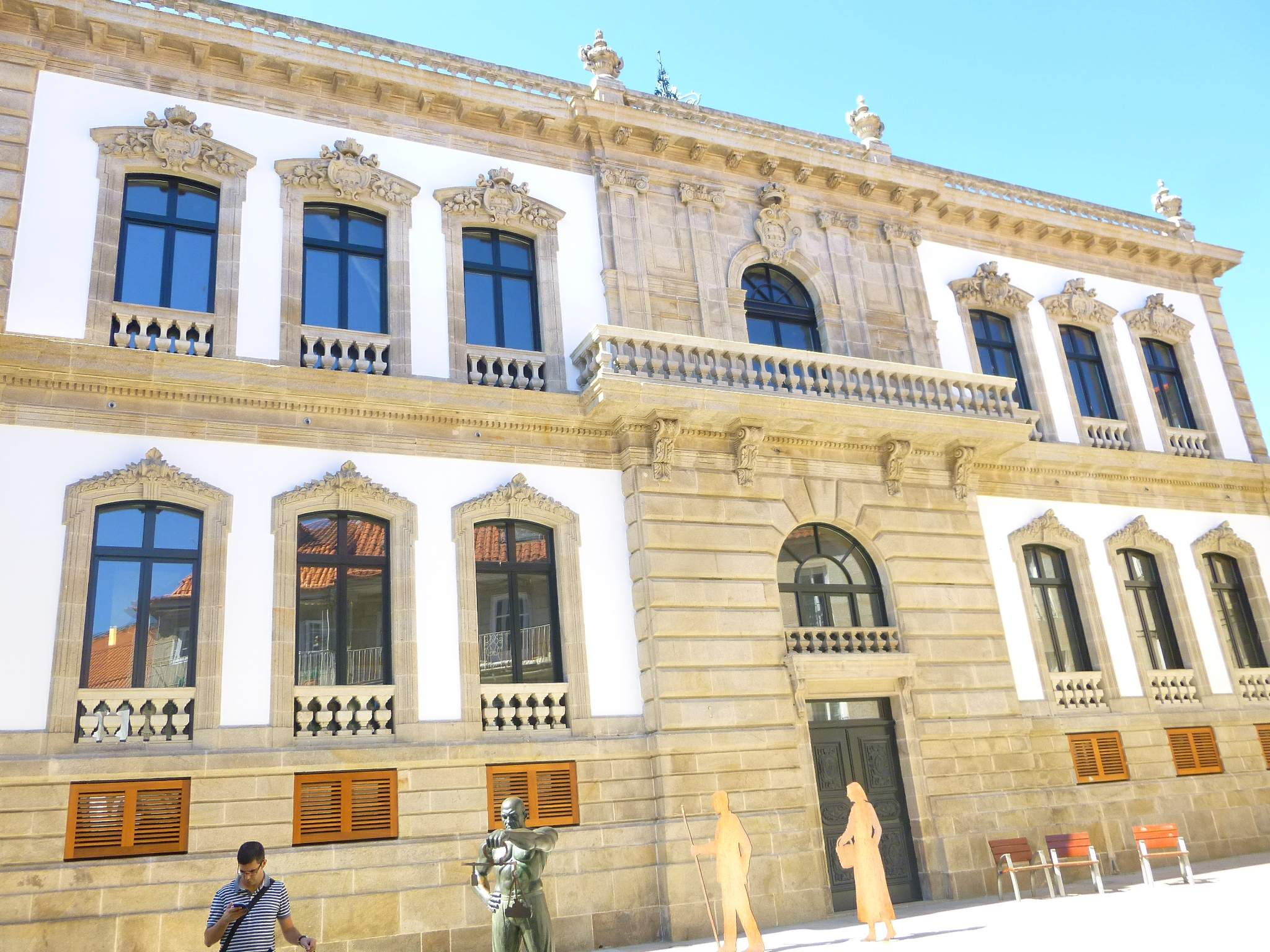
Fachada traseira da Casa Consistorial.

Em 1944, foi construída uma meia-cave para ampliar o edifício e uma escada imperial que domina o pátio do edifício, elevando ligeiramente o nível do rés-do-chão. A escadaria original em ferro fundido tinha um corrimão de ferro fundido e dois lances de escadas que estavam unificados num patamar central. 
Em 2009, o prédio foi reformado, recuperando elementos da sua arquitetura original. Em 2012 e 2013, foram realizadas reformas mais extensas. O telhado recuperou o acabamento de zinco original. Durante essas reformas, foi encontrada a claraboia original de ferro do edifício, que em 1953 estava escondida atrás de um vitral com o brasão de armas da província de Pontevedra.
A 7 de Julho de 2022, começaram os trabalhos de reforma completa do edifício. Foi instalado um elevador do lado esquerdo para melhorar a acessibilidade e a entrada da Rua Alhóndiga foi convertida na entrada principal para os escritórios do rés-do-chão. Quando o edifício foi construído no século XIX, a vida da cidade era intramuros, e o acesso habitual à Câmara Municipal era a partir da Rua Alhóndiga. A entrada da Praça de Espanha foi reservada para eventos institucionais que têm lugar no primeiro andar (conselhos municipais, casamentos ou baptizados civis, discursos, recepção dos Três Reis...).

## Descrição
O edifício pertence ao estilo eclético que prevaleceu no final do século XIX com elementos e conceitos inspirados na arquitetura francesa. O edifício da câmara municipal foi um dos primeiros grandes projetos de Alejandro Sesmero, estabelecendo muitas das diretrizes para o que seria seu estilo, um ecletismo com sabor francês, dando a severidade exigida por um prédio público, enquanto sua decoração refinada sublinha a importância político-administrativa do edifício. 
Sesmero inseriu um pequeno palácio parisiense no estilo do Segundo Império na cidade. De fato, como o historiador Jesús Ángel Sánchez García descobriu, ele parcialmente plagiou o design da fachada traseira e do interior de um hôtel particulier (a mansão Murat (1850-1864), demolida em 1961, tendo pertencido ao Príncipe Murat e antes dele a Cécile Furtado-Heine) no número 8 na antiga rua parisiense de Valois-du-Roule (incluída na rua de Monceau em 1868, a mansão estava situada no número 28) projetado pelos arquitetos François-Joseph Nolau e Édouard-Emmanuel Convents, adaptando-o à função institucional necessária, com a inclusão do brasão da cidade, da varanda principal e do relógio no topo. 
O edifício é um conjunto equilibrado, com grandes colunas iônicas (no térreo) e coríntias (no andar de cima), que destacam a sua parte central. A porta da frente tem um arco de volta perfeita decorado com uma coroa de folhas de carvalho, simbolizando a força, e as janelas são decoradas com o brasão da cidade. As colunas que emolduram a entrada estão em um grande pedestal elevado e são coroadas por capitéis iônicos ou coríntios romanos altamente decorados. Sesmero substitui o acanto por vegetação (folhas, frutas) pendurada na coluna. A balaustrada que corre no topo contém quatro crateras nos cantos. O intercolúnio do corpo central é amplo e ricamente decorado.  As colunas têm fustes estriados. Os parapeitos de todas as janelas têm balaustradas.
O interior tem uma escadaria central em estilo império. A galeria que envolve a escadaria com amplas aberturas, janelas de vidro com chumbo e a claraboia que a cobre é particularmente notável. Após a renovação proposta em 2021, o rés-do-chão a partir do qual começa a escadaria é um átrio e um espaço em plano aberto com os escritórios. O andar superior, ou andar principal, consiste num salão plenário que ocupa toda a extensão da fachada da Praça de Espanha, e uma sala para recepções institucionais, um escritório para o presidente da câmara e outros espaços auxiliares com vista para a rua Alhóndiga, bem como um espaço interior concebido como sala de espera. A semi-cave é utilizada para salas polivalentes. A entrada na Rua Alhóndiga está também a ser recuperada como entrada principal do edifício.
Na fachada do edifício da câmara municipal, há uma inscrição do século XVI da antiga Câmara Municipal na lenda do arqueiro grego Teucros, mítico fundador da cidade.
| FVNDOTE TEVCRO VALIENTE DE AQVESTE RIO EN LA ORILLA PARA QUE EN ESPAÑA FVESES DE VILLAS LA MARAVILLA DEL ZEBEDEO LA ESPADA CORONA TU GENTILEZA VN CASTILLO PVENTE Y MAR ES TIMBRE DE TV NOBLEZA | Teucro, o corajoso, fundou-te deste rio na margem, para que fosses de Espanha a mais bela das cidades, A espada de Zebedeu coroa a tua gentileza; um castelo, ponte e mar é a prova da tua nobreza. |

## Galeria de fotos

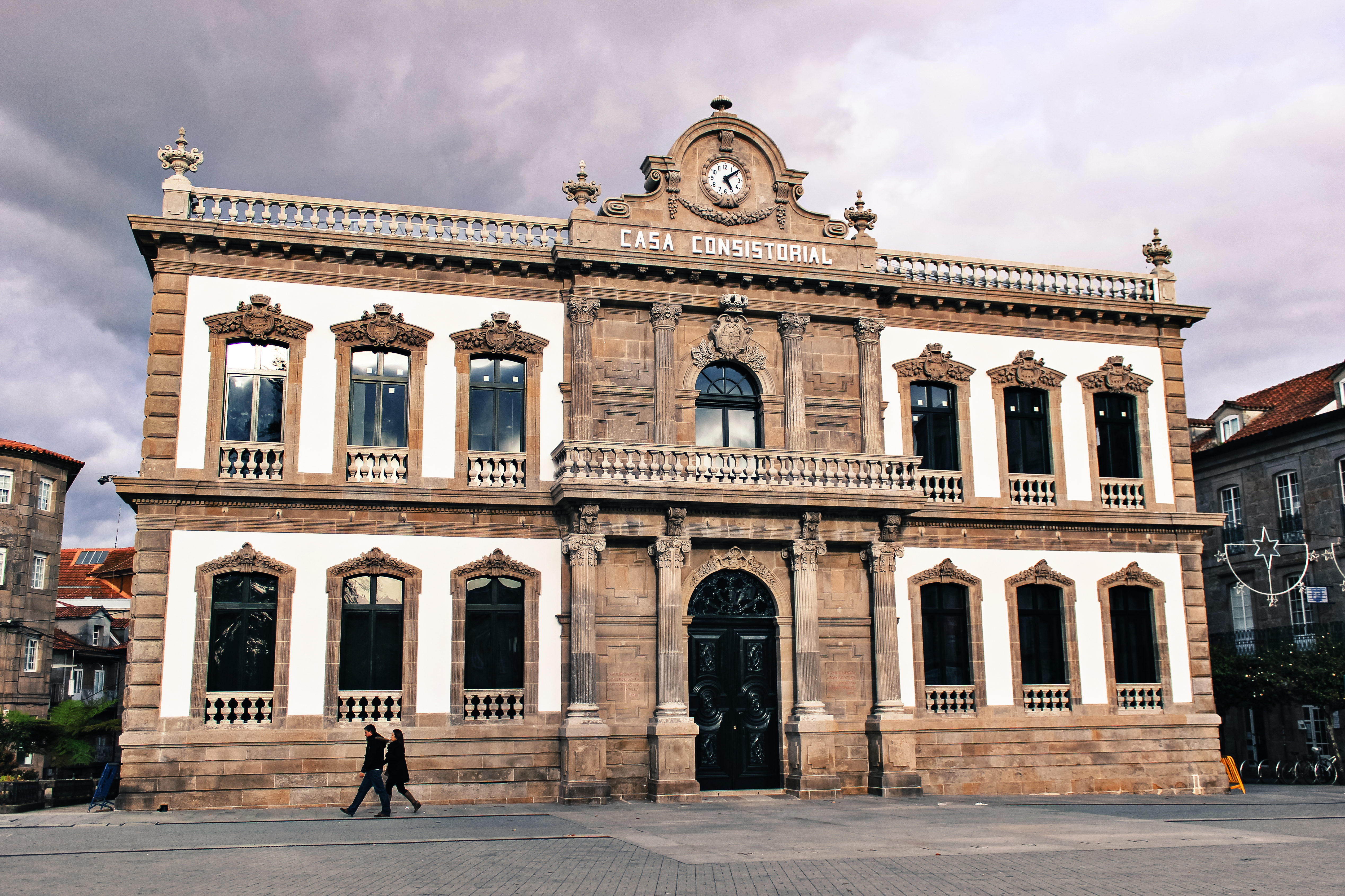
Edifício da câmara municipal de Pontevedra.
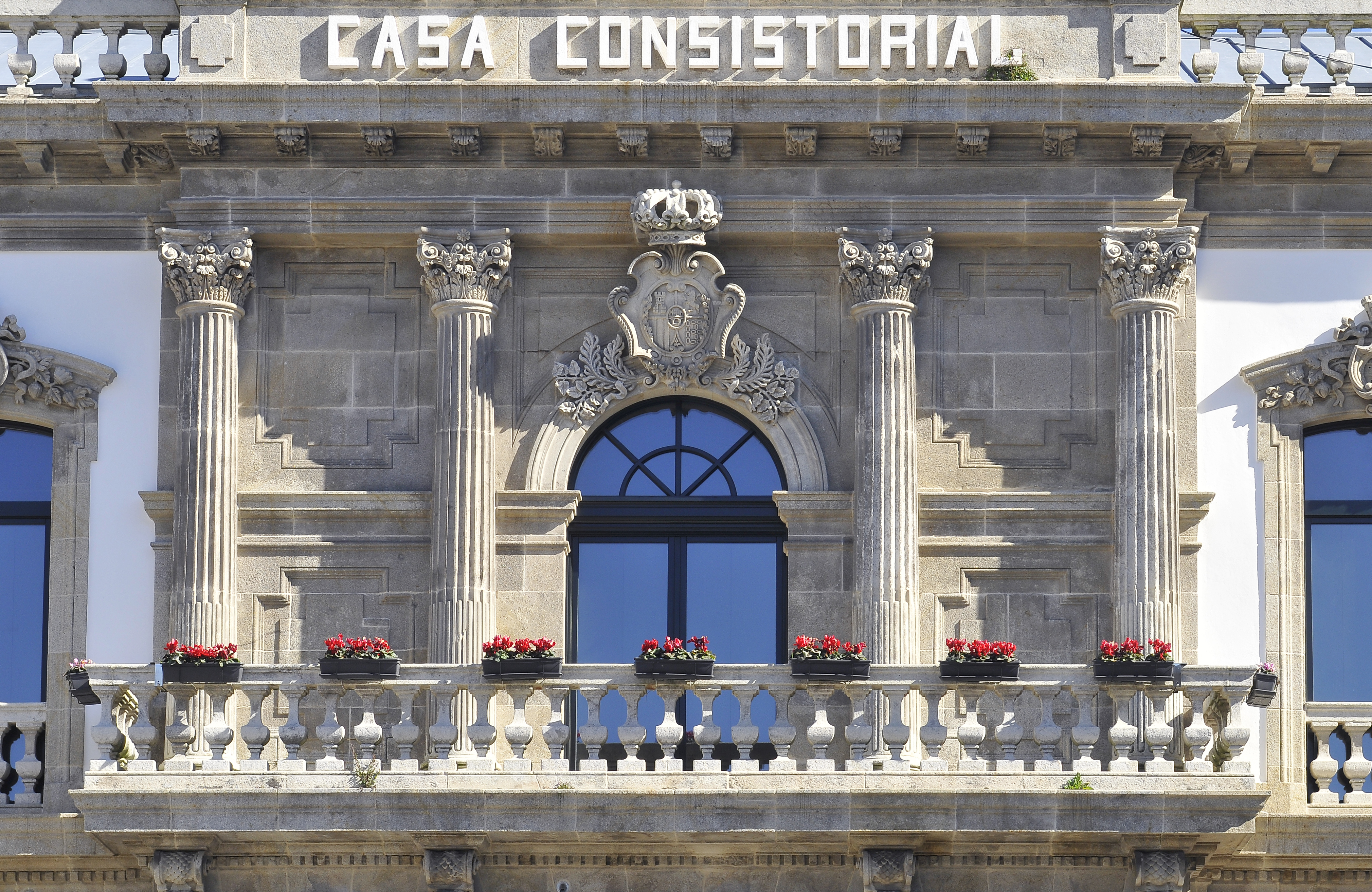
Varanda da fachada principal e colunas coríntias.
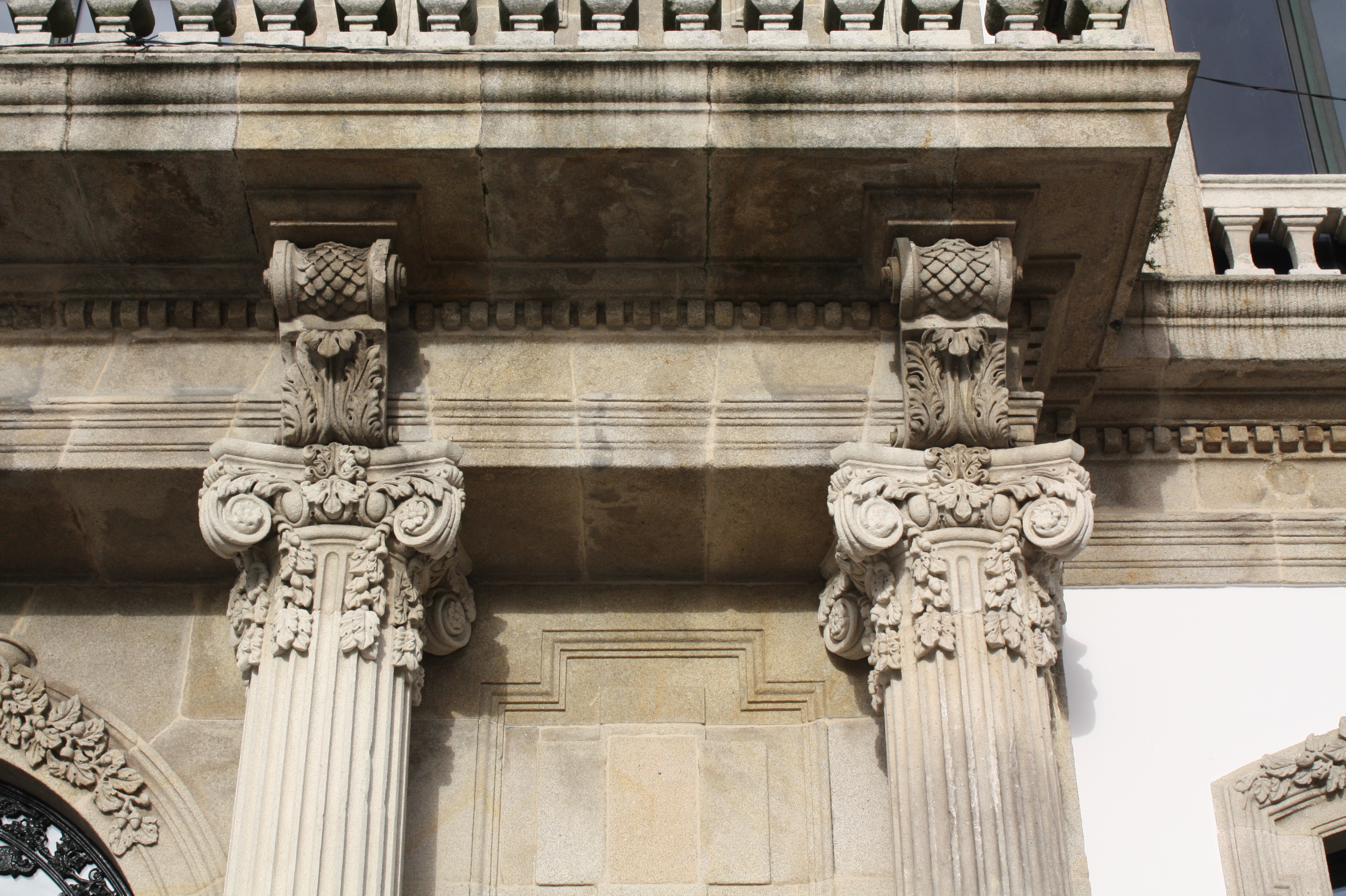
Capitais coríntias.
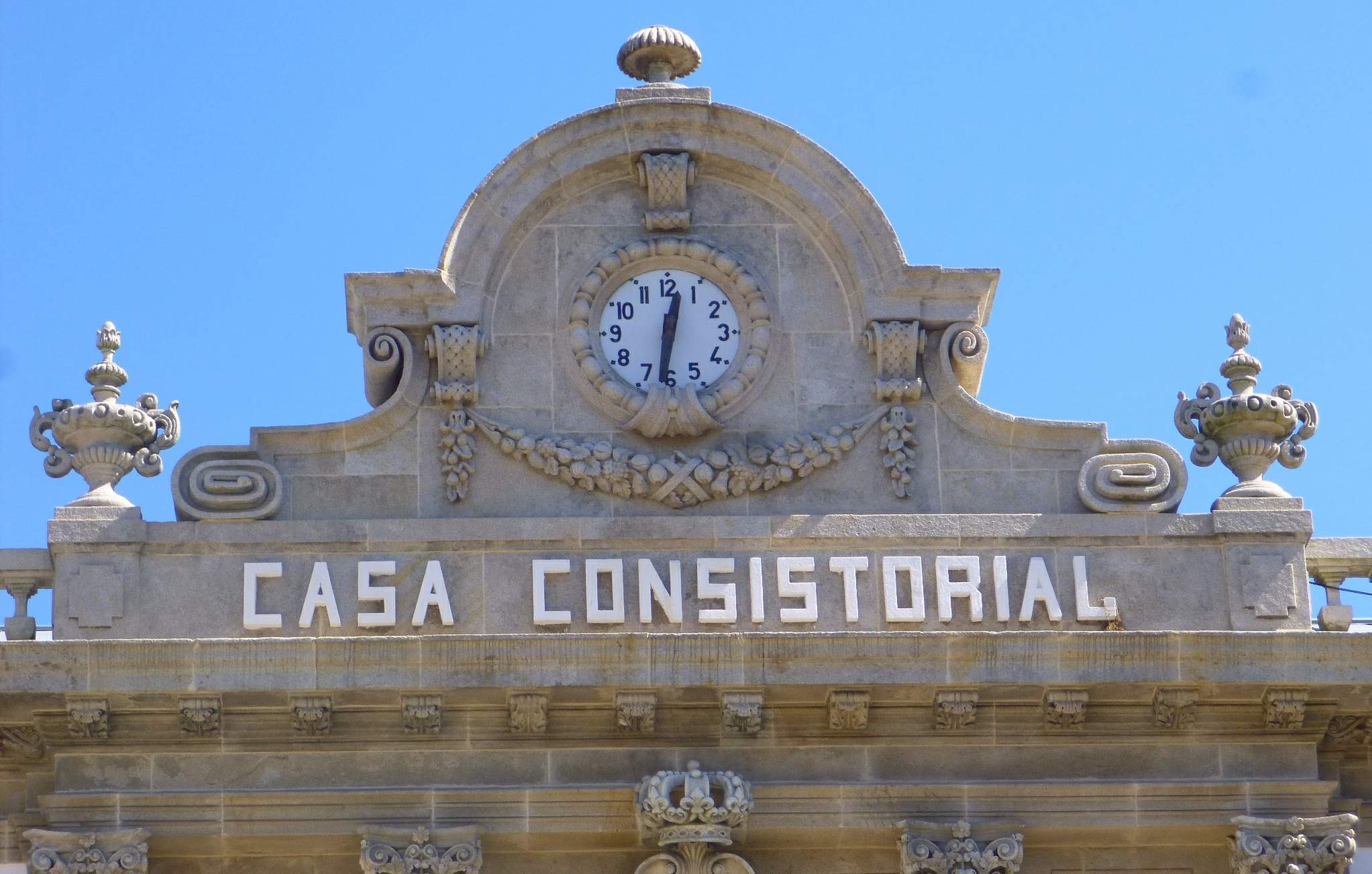
Relógio no topo da fachada.
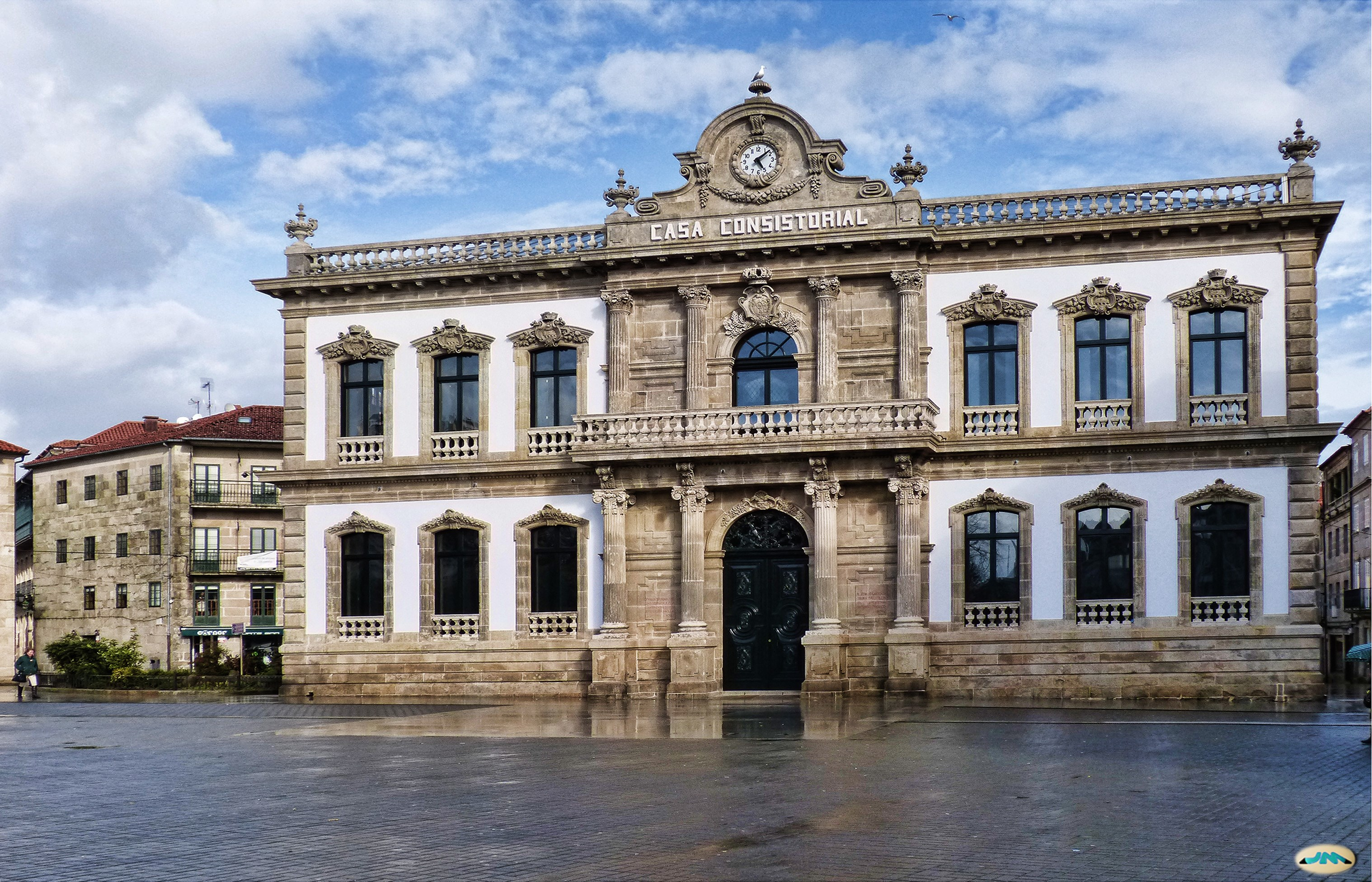
Fachada principal.
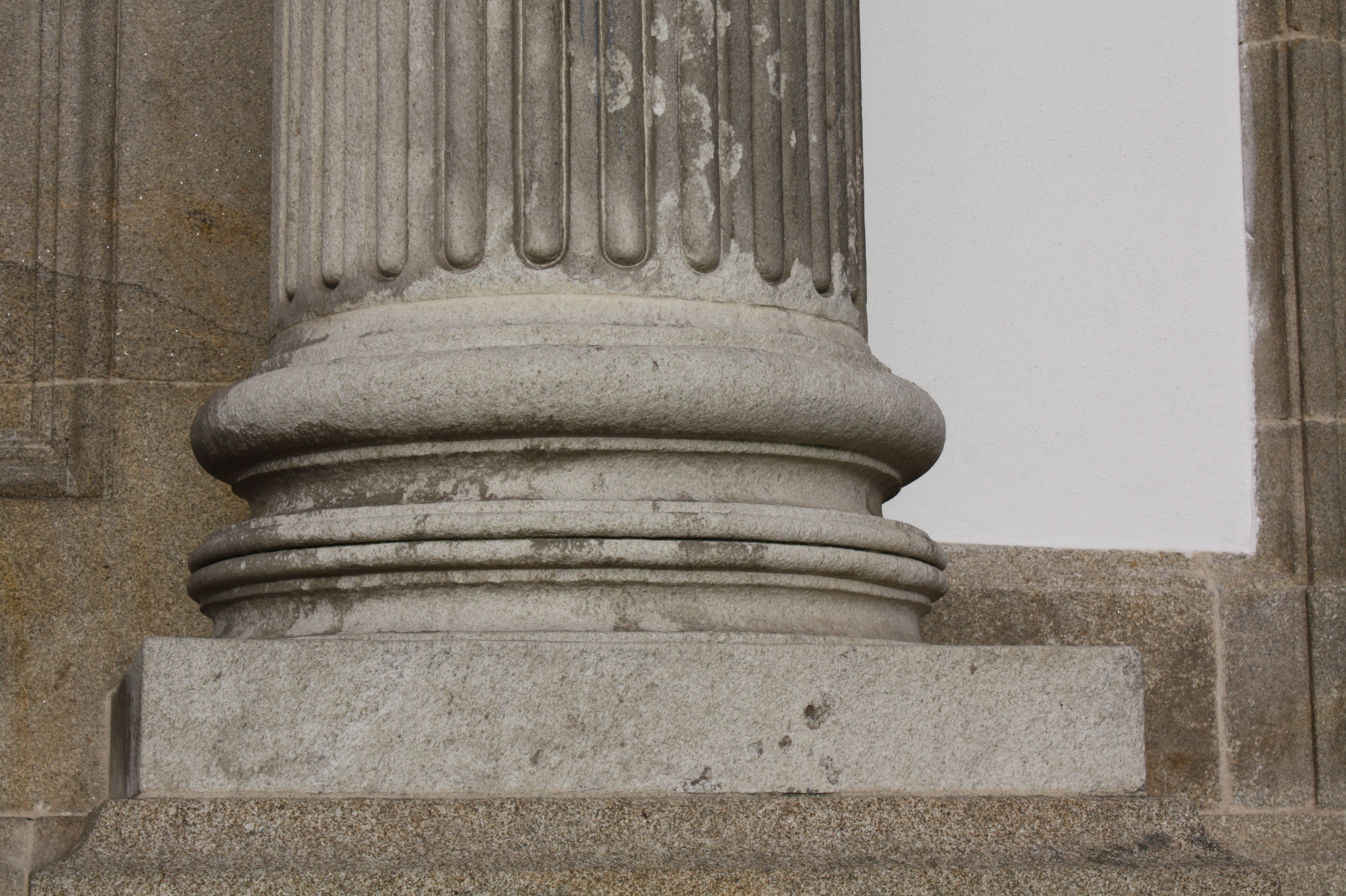
Base das colunas da fachada principal.
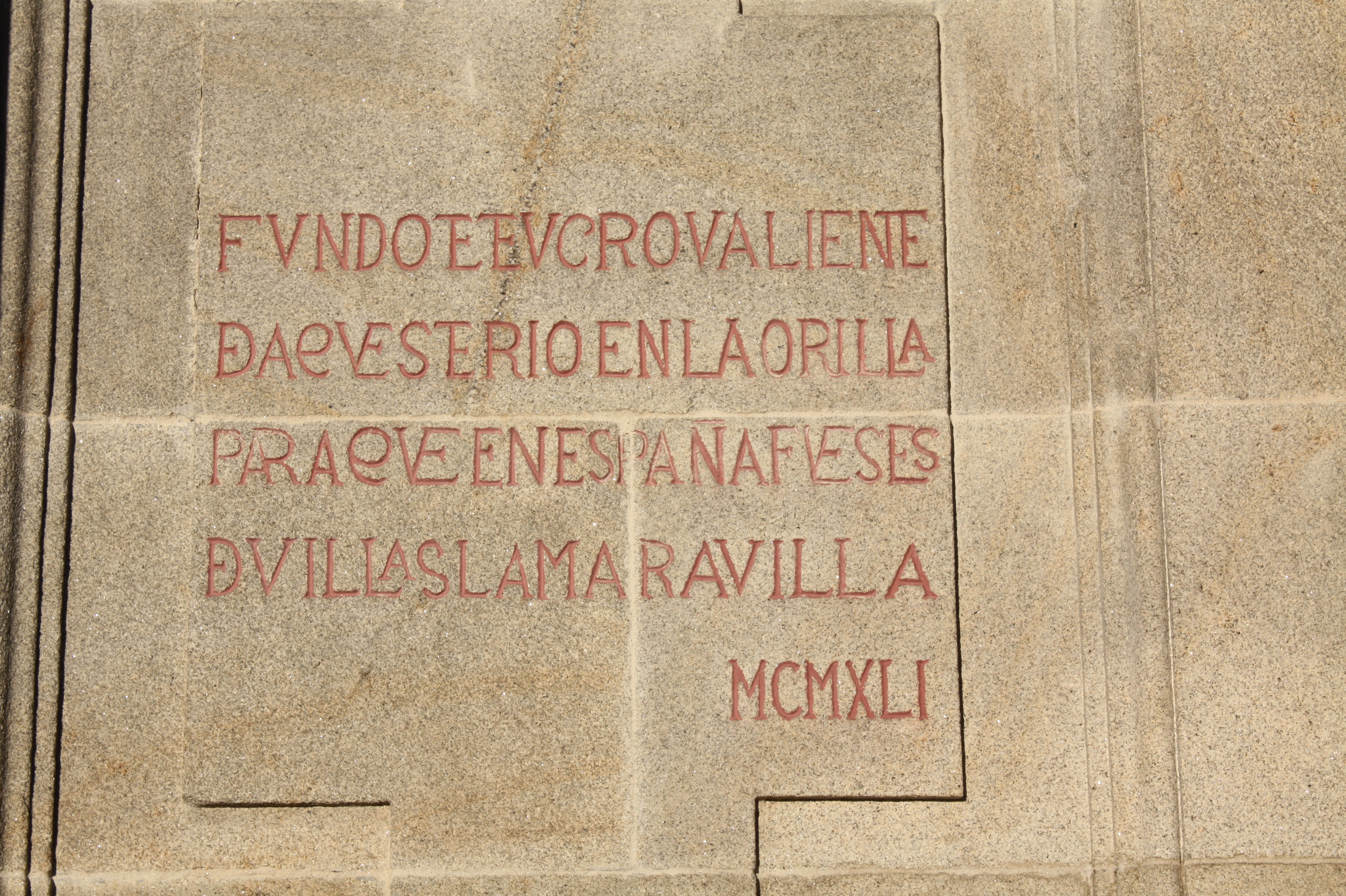
Inscrição na fachada.
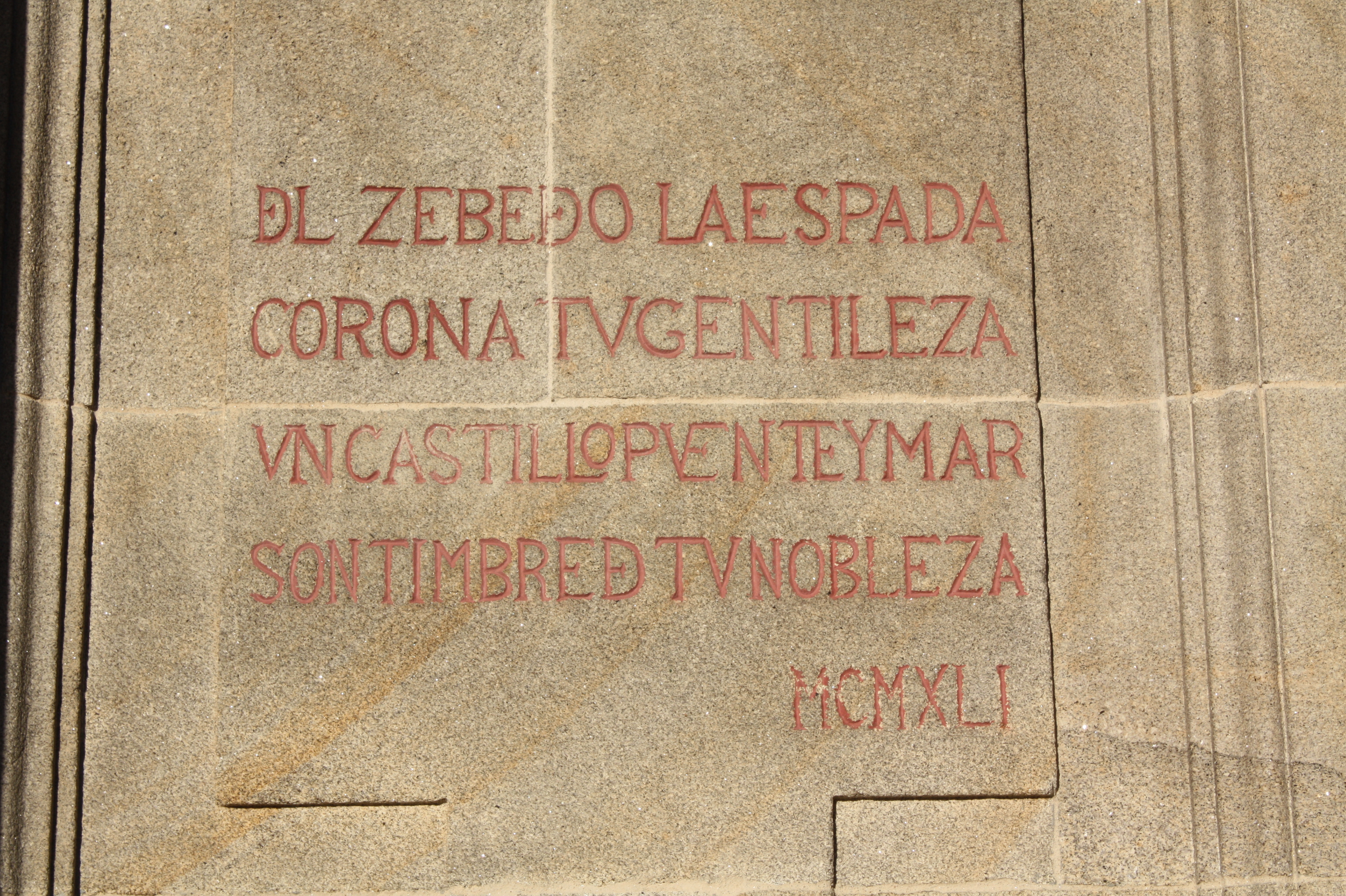
Inscrição na fachada (continuação).
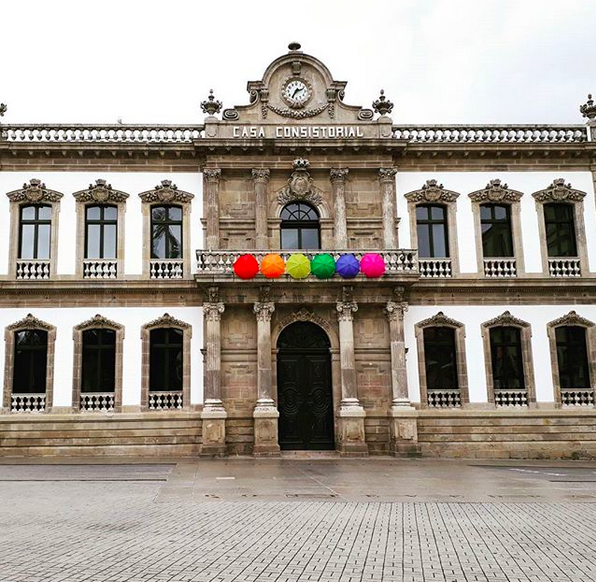
Edifício da câmara municipal em 2018.
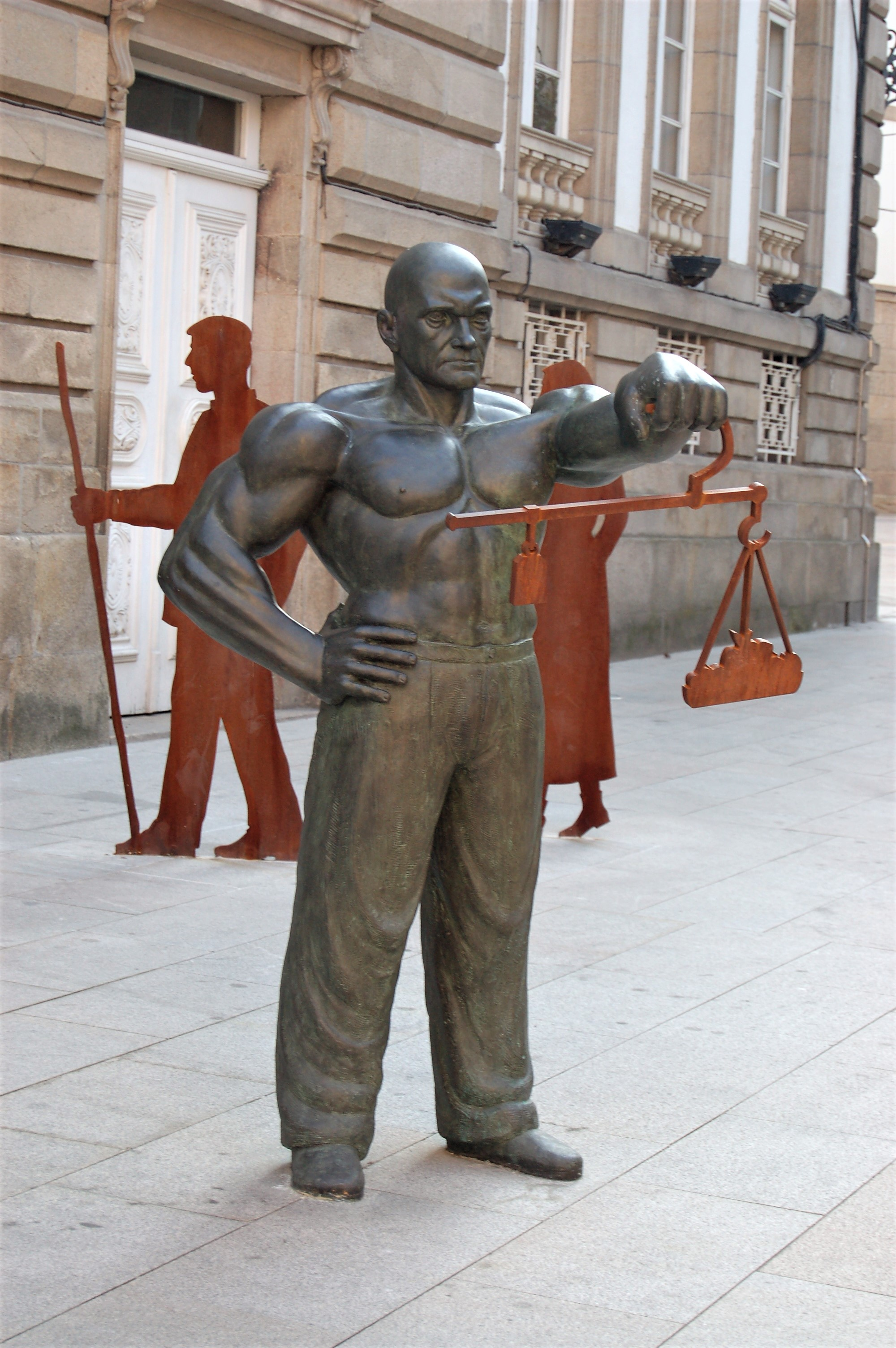
O Fiel contraste atrás do edifício.
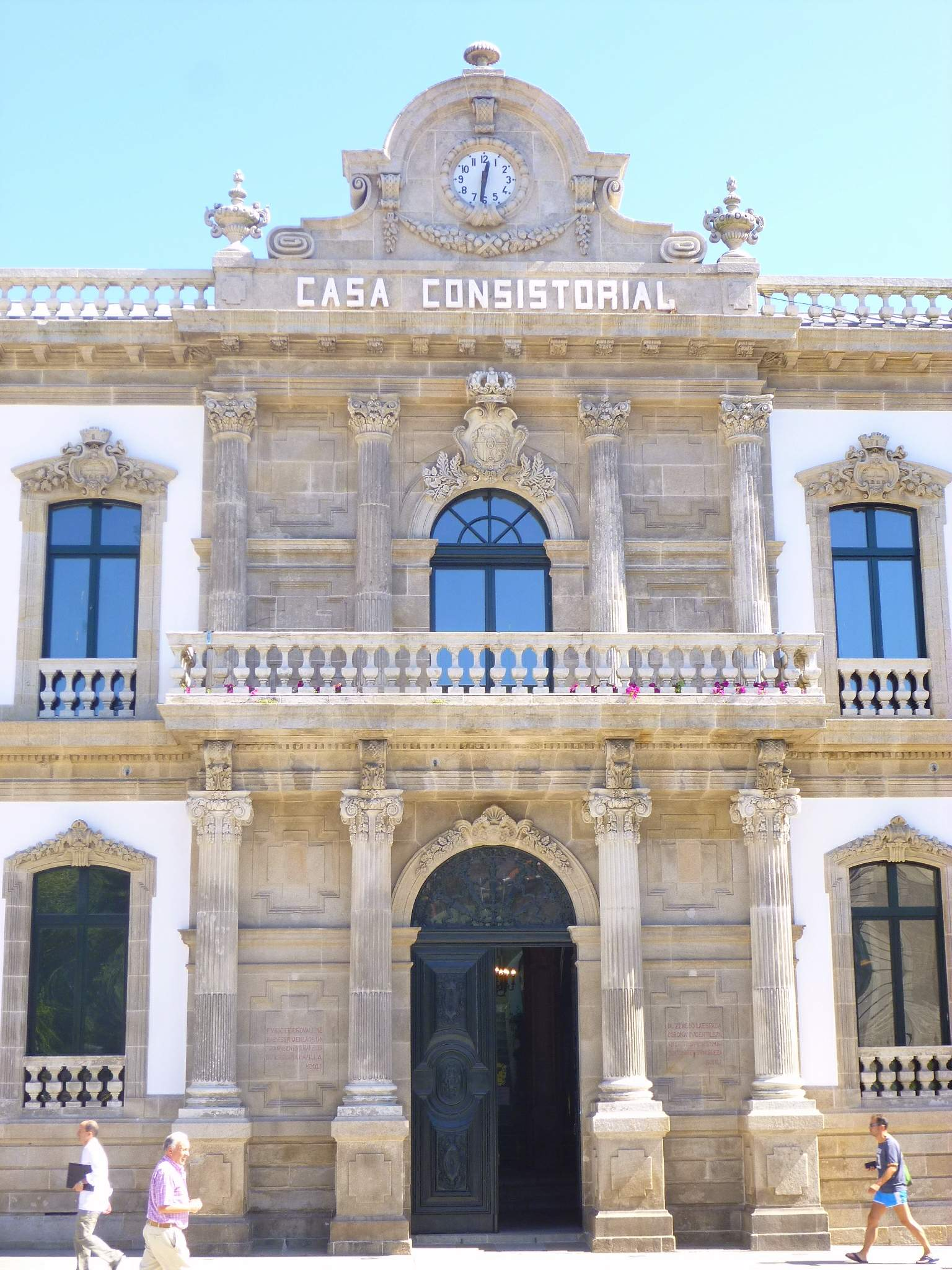
Parte central da fachada.
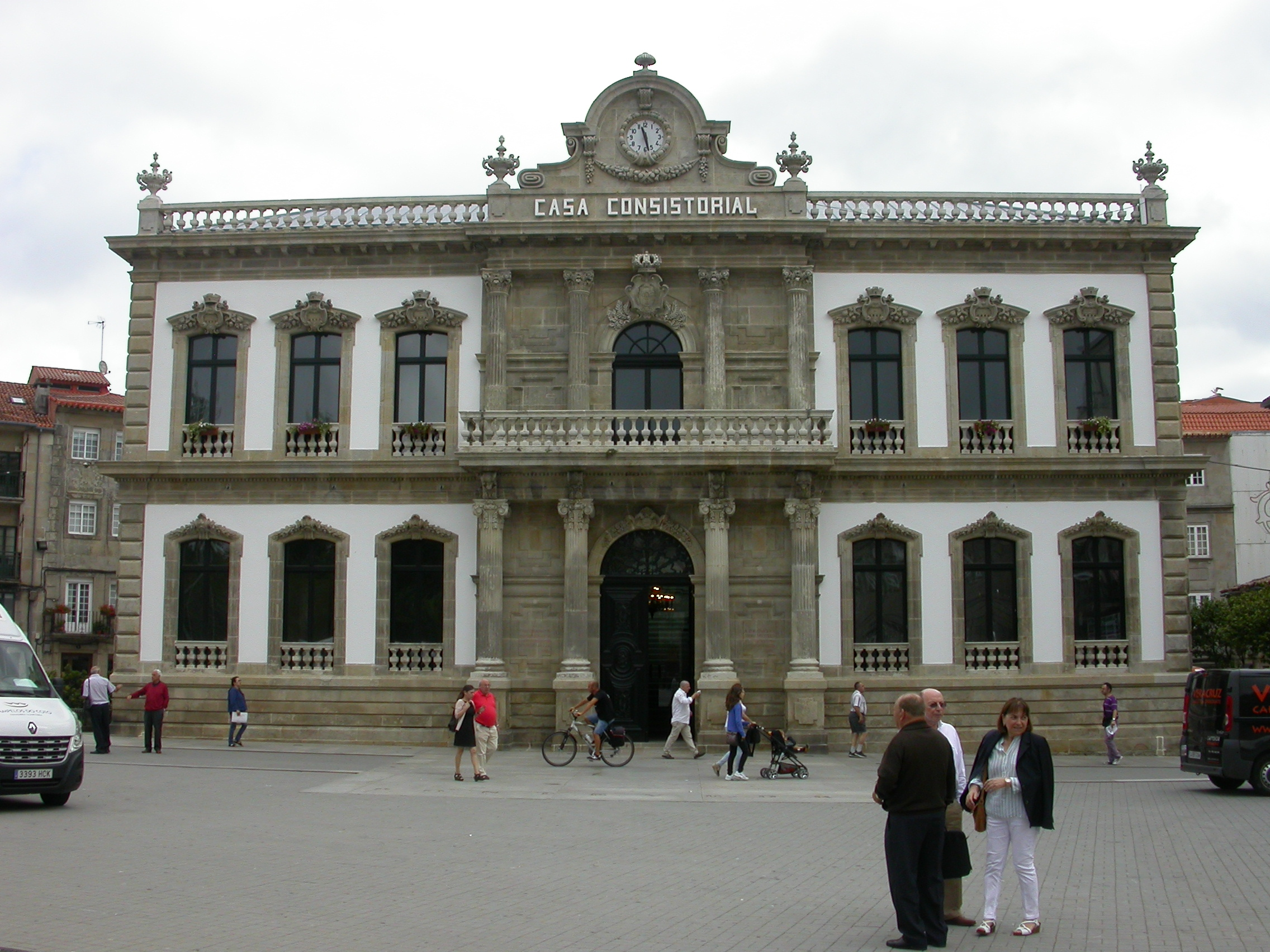
Fachada que se abre para a Praça de Espanha.
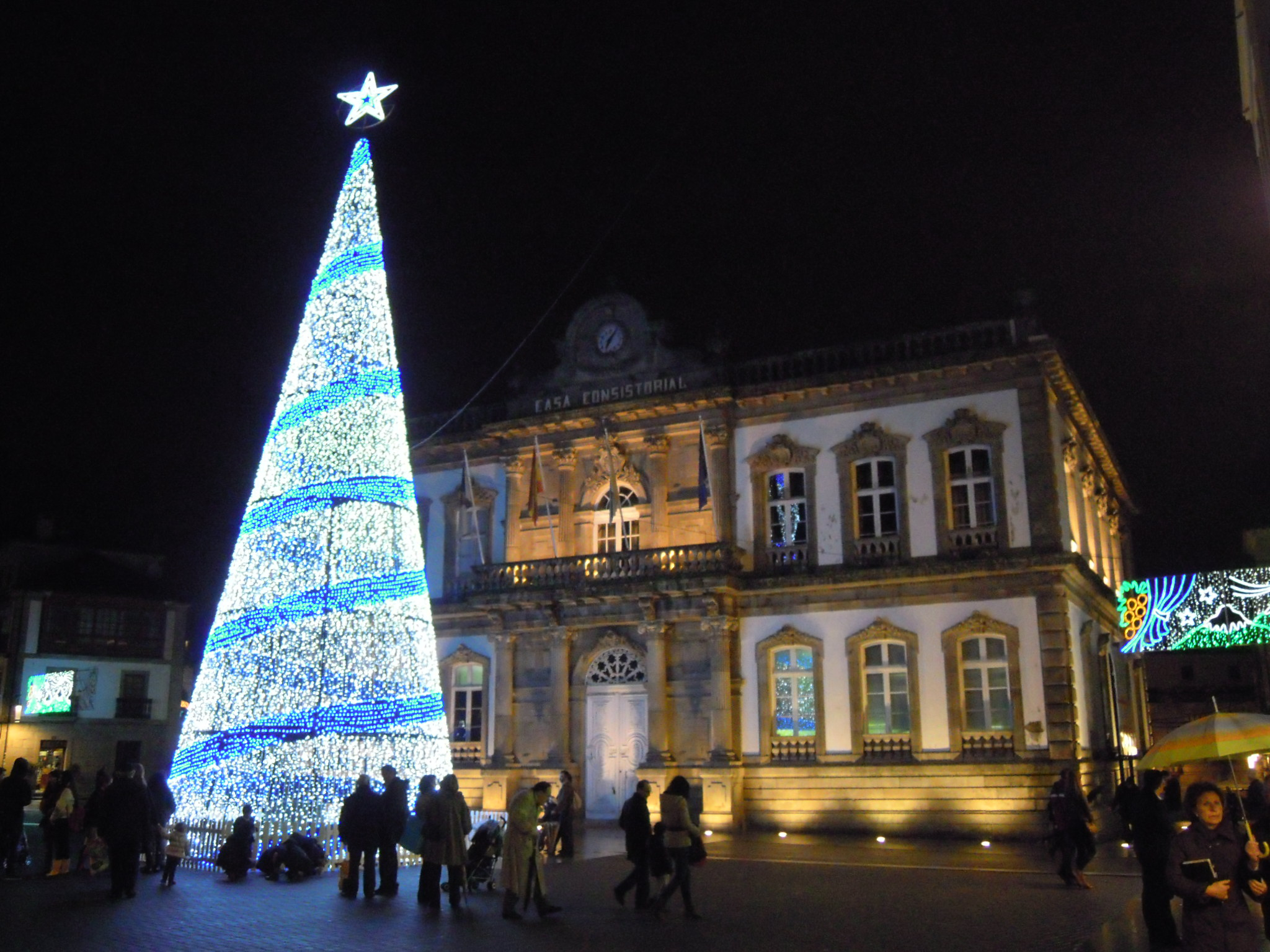
Edifício da câmara municipal no Natal.
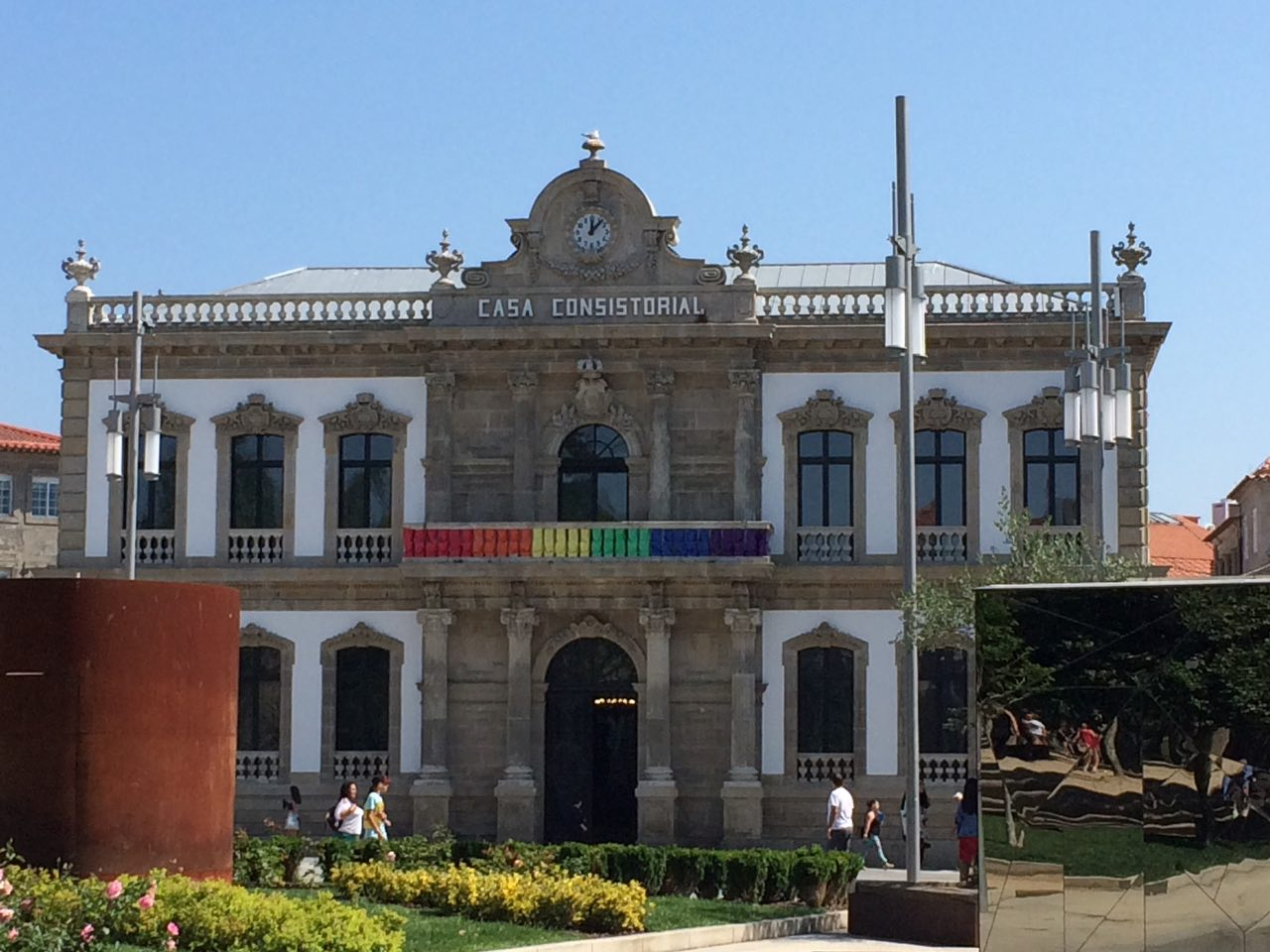
Edifício da câmara municipal em 2015.

### Artigos relacionados
- Praça de Espanha
- Alameda de Pontevedra
- Mansão do Marquês de Riestra